# 巴克赫斯特山
巴克赫斯特山（Buckhurst Hill）是英格蘭埃塞克斯郡的一個城鎮，屬於埃塞克斯郡。巴克赫斯特山是大倫敦地區北郊的一個衛星城，也是大倫敦都會區的一部分。巴克赫斯特山首次被提到是在1135年。1856年巴克赫斯特山開通了鐵路。

## 外部連結
- Population figures